# Аккардо, Сальваторе
Сальваторе Аккардо (итал. Salvatore Accardo, род. 26 сентября 1941, Турин) — итальянский скрипач, дирижёр, музыкальный организатор, педагог.

## Биография
Окончил Неаполитанскую консерваторию, ученик Луиджи д’Амброзио. Совершенствовал мастерство в Академии Киджи в Сиене, где в дальнейшем преподавал. Победитель нескольких международных конкурсов, в том числе Конкурса Паганини в Генуе (1958).
В 1972—1977 годах — первая скрипка и художественный руководитель известного итальянского камерного оркестра И музичи. Выступал также в составе различных камерных ансамблей — в частности, в дуэте с альтистом и скрипачом Луиджи Альберто Бьянки и в Римском трио с Бьянки и виолончелистом Раду Алдулеску. В 1992 году создал Квартет Аккардо, в 1996 году — Камерный оркестр Италии.
Автор книги «Искусство скрипки» (итал. L’Arte del violino; Milano: Rusconi, 1987). 

## Репертуар
В репертуаре скрипача — Вивальди, Бах, Гайдн, Моцарт, Бетховен, Паганини, композиторы XX века (Бела Барток, Альберто Хинастера и др.)

## Признание
Аккардо награждён Великим Офицерским Крестом (1965) и Большим Рыцарским Крестом ордена За заслуги перед Итальянской Республикой (1982), он — почётный гражданин города Торре-дель-Греко (2005). В 1999 году награждён Командорским крестом ордена Культурных заслуг Монако. В 2002 году удостоен присуждаемой в Триесте Премии Святого Михаила за вклад в итальянскую музыку. Ему посвящали сочинения Янис Ксенакис, Астор Пьяццола, Франко Донатони, Сальваторе Шаррино, специально для Аккардо написана Фантазия для скрипки с оркестром Уолтера Пистона.